# У Чуньлань
У Чуньлань (19 листопада 1972) — китайська плавчиня.
Учасниця Олімпійських Ігор 1996 року, де в змаганнях груп у складі своєї збірної посіла 7-ме місце.